# Wilhelm Flügge
Wilhelm Flügge   (Greiz, 18 de març de 1904 - Los Altos, 19 de març de 1990) va ser un enginyer i matemàtic alemany, professor a la universitat Stanford.
Flügge era fill d'un pastor protestant que va ser traslladat a Dresden el 1910. En aquesta ciutat va fer els seus estudis, graduant-se com enginyer el 1925 i obtenint el doctorat d'enginyeria el 1927 a la Universitat Tècnica de Dresden. Els anys successius va treballar per l'empresa constructora Dyckerhoff & Widmann (Dywidag), fins al 1932 en que va ser contractat per la universitat de Göttingen com professor ajudant. A Göttingen va conèixer qui seria la seva muller: Irmgard Lotz. El 1934 va publicar el que seria el seu llibre fonamental, Static und Dynamik der Schalen, que aviat es va convertir en el text estàndard a nivell mundial de la teoria de les estructures de plaques.
Malgrat haver estat declarat políticament poc fiable pel govern nazi, el 1938 va ser contractat amb la seva muller pel Deutsche Versuchsanstalt für Luftfahrt. l'agéncia de recerca alemanya d'aviació. Acabada la guerra, van treballar tots dos per l'Oficina Nacional d'Estudis i Recerca Aeronàutica (ONERA) de França, fins al 1948 en que es van traslladar als Estats Units per ocupar posicions a la universitat Stanford, on van fer la resta de la seva carrera acadèmica.